# St. Pauls (Eppan)
St. Pauls (italienisch: San Paolo) ist eine Fraktion der Gemeinde Eppan in Südtirol (Italien). Es ist bekannt für sein Dorffest und für den Dom auf dem Lande.

## Lage
St. Pauls ist ein Dorf in der Gemeinde Eppan an der Weinstraße im Überetsch, etwa 6 Kilometer von Bozen entfernt, auf 394 m s.l.m. An St. Pauls grenzen die Dörfer bzw. Fraktionen St. Michael, Missian, Unterrain, Berg und Frangart.

## Geschichte
Eine spätbronzezeitliche Siedlung (Fundstelle Gamberoni) weist auf die frühe Besiedlung von St. Pauls hin.
Die Via Claudia Augusta führte vermutlich durch das heutige Gemeindegebiet, auch wenn der Straßenverlauf nicht gesichert ist.

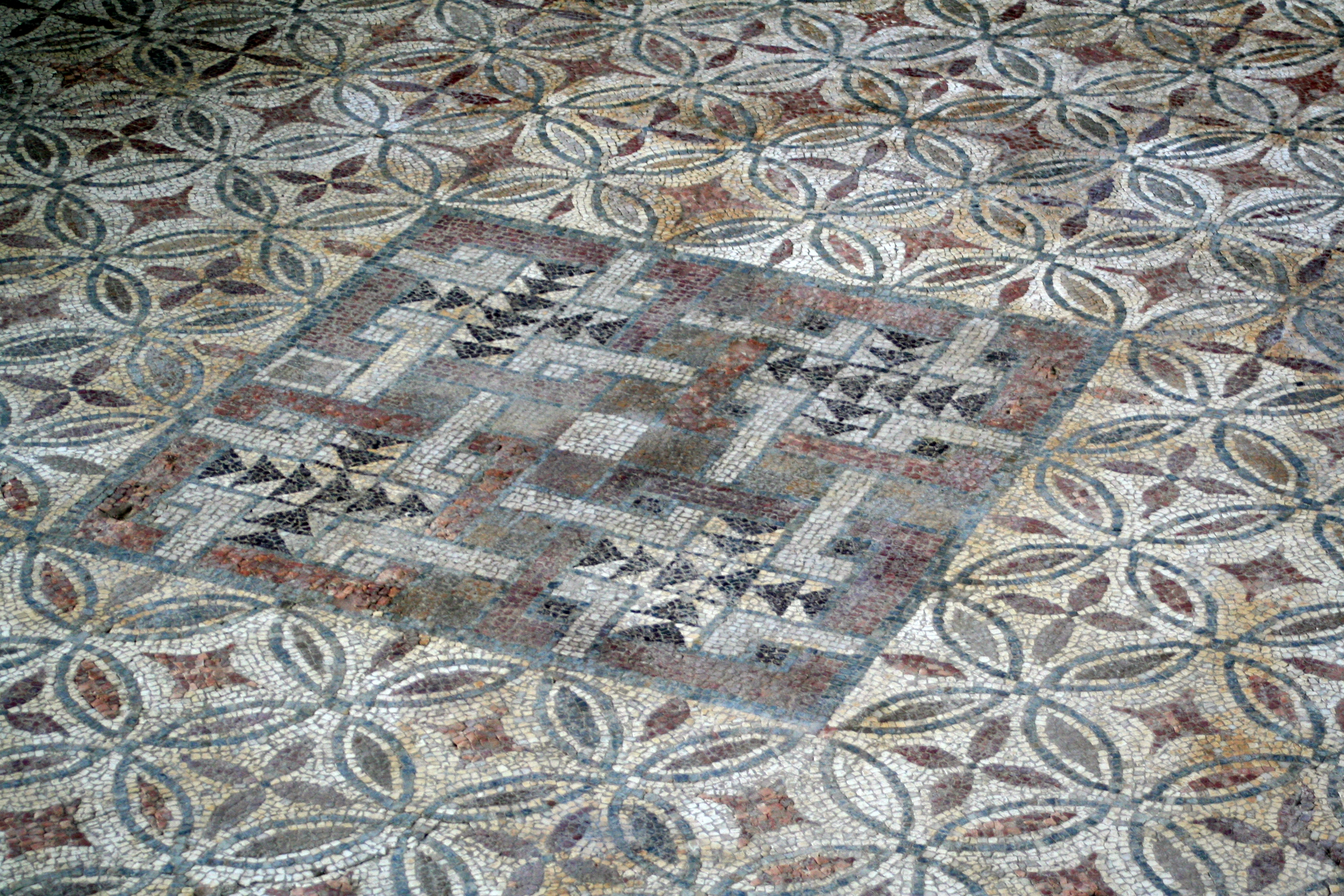
Ein Mosaik der Villa

1952 wurde im Ortsteil Aich ein römischer Ziegelstempel des 2. oder 3. nachchristlichen Jahrhunderts gefunden. 2005 wurden in St. Pauls bei Bauarbeiten Reste einer römerzeitlichen Villa mit Fußbodenmosaiken aus dem 4. Jahrhundert und einer Thermenanlage entdeckt.
Im Jahr 1237 wird St. Pauls im Register des Bozner Notars Jakob Haas ersturkundlich als „ecclesia sancti Pauli“ genannt. Im Jahr 1456 ist der deutsche Ortsname „sandt Pauls zue Eppänn“ bezeugt.

## Sehenswertes

### Feste und Veranstaltungen
- Das Paulser Dorffest: Es zieht tausende Besucher an und findet alle zwei Jahre, meist in der ersten Septemberwoche, statt.
- Während der Paulser Wein-Kultur-Wochen präsentiert sich seit 1998[6] das Weindorf St. Pauls. Ab Ende Juli bis Anfang August finden zahlreiche Veranstaltungen und Themenabende zum Wein statt. Höhepunkt ist die „Gastliche Tafel in den Gassen von St. Pauls“.
- Seit 1998[7] jährliche Krippenausstellung im Dezember: Sie ist die größte Krippenausstellung Südtirols mit über 100 Krippen unterschiedlicher Stile. Neben der Pfarrkirche findet man immer auch eine „lebende Krippe“.

### „Dom auf dem Lande“

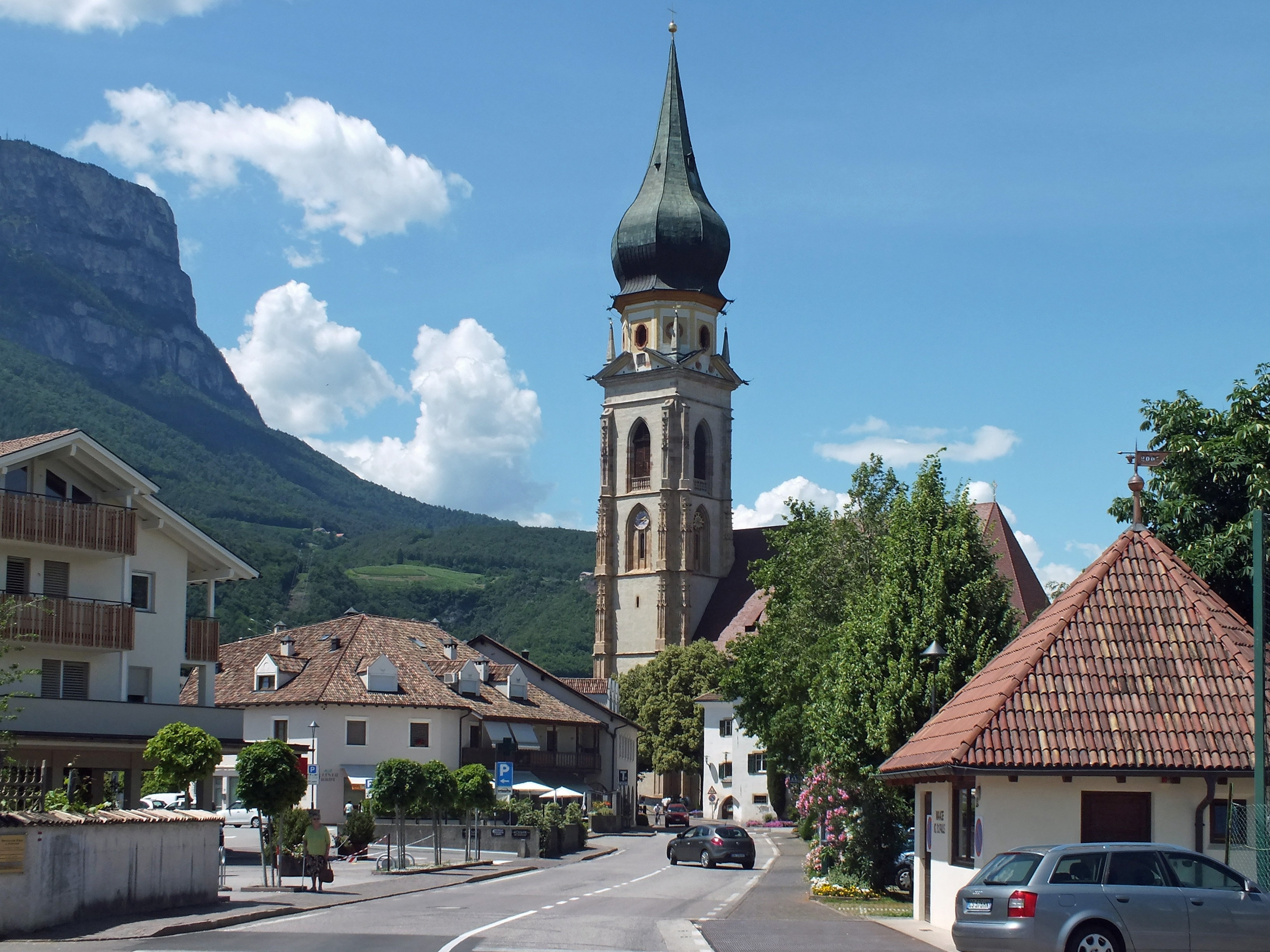
Blick auf den „Dom“ von St. Pauls

Die Pfarrkirche, die St. Paulus gewidmet ist, wurde zwischen 1460 und 1647 erbaut. Dank eines geschlossenen Bauplans, von der süddeutschen Spätgotik geprägt, wirkt die Kirche einheitlich. Der Turm hat eine Höhe von 86 m, dessen Ende eine prächtige Zwiebelkuppel schmückt. Zwei Baustile wurden hierbei vereint: der untere und mittlere Teil des Turms sind gotisch, während der obere Teil aus der Barockzeit stammt. Er wurde zwischen dem 15. Jh. bis Mitte des 17. Jh. erbaut. Im Glockenturm befinden sich 9 Glocken. Die Sterbeglocke (as’’) wurde 1735 von Anton Zwelfer gegossen. Ebenfalls befindet sich die größte und wohl berühmteste Glocke Südtirols, die „Anna-Maria“ (Ton: „A“), mit einem Durchmesser von 183,5 cm und einem Gewicht von 3.680 kg im Kirchturm. Im Sommer 1984 wurde das Läutwerk komplett erneuert und dabei eine Gegenpendelanlage installiert.

## Bildung
In St. Pauls gibt es eine öffentliche Grundschule für die deutsche Sprachgruppe. Zudem besteht im Ort die private, bei der Abtei Mariengarten eingerichtete Mittelschule „Mariengarten“.